# Yaguará
Yaguará es un municipio colombiano ubicado en el centro del departamento del Huila. Yace entre los valles del río Yaguará y el río Magdalena, en la vertiente oriental de la cordillera central. Hace parte de la región SubNorte del departamento. Su extensión territorial es de 329 km², su altura es de 560 m s. n. m. y su temperatura promedio es de 26 °C.
Cuenta con una población de 9.410 habitantes de acuerdo con proyección del DANE para año 2019. El sector productivo del municipio es constituido por la agricultura (principalmente el cultivo de arroz), la ganadería (vacuno de alta calidad), la piscicultura (Gracias a que gran parte de su territorio es ocupado por la represa de Betania), el ecoturismo (turismo náutico), la industria petrolera y la exportación de energía eléctrica gracias a la central hidroeléctrica que representan millones en regalías.
Los rasgos identitarios del municipio son su patrimonio arquitectónico, en el que predominan ejemplos de los estilos colonial, art déco y gótico; el patrimonio artístico reflejado en sus monumentos, el histórico, del cual se destacan los personajes ilustres, y el gastronómico, compuesto por la tradición quesillera y bizcochera. Es conocida como la «Capital Turística y Ganadera del Huila».

## Toponimia
El nombre del municipio de Yaguará es indígena, antiguamente Yaguerá, pero su significado no está claro. 
Yaguará significa, así: en botánica multiflora; en Caribe, "campo sangriento" o pitahaya; en Kechua: baile de dos días; en Cumanagoto: palmera. Aunque se cree que el nombre Yaguará desciende del felino más grande y esbelto de América, el jaguar.
En la mayoría de los casos hace referencia a Jaguar

## Historia
El gobernador Diego de Ospina y Medinilla donó, por colaboración en la Conquista, cuatro estancias de ganado y dos de pancoger. El capitán Francisco Gómez Quintero fundó en este territorio a Yaguará, con el compromiso de que la poblaran en menos de un año y que pagaran seis pesos de a ocho reales para la iglesia de Neiva, lo cual no pasó ya que el señor murió antes de que pudiera cumplirlo, sus hijos cedieron estos terrenos a terceros.
Don Juan de Cabanillas fue el segundo dueño de las tierras yaguareñas, quien en 1635 recibió en pago por sus servicios al gobierno los terrenos que hoy forman el Municipio. 
Manuel Quintero Príncipe, dueño de gran parte de este territorio, dona a través de su testamento en 1752 parte de sus tierras para la creación de la Capellanía del Cucharo, en 1772 ya había 19 vecinos habitando la zona y solicitan al virrey Manuel de Guirior la creación de la parroquia de Santa Ana de Yaguará, que es aprobada el 16 de septiembre de 1773, la cual se toma desde entonces como la fecha de fundación del municipio. 
Esta primera población se concentrará alrededor de la que es actualmente la Plaza de Santa Bárbara, en 1811 el párroco Diego Quintero Tobar, nieto de Manuel Quintero Príncipe, dona una estancia para que la parroquia fuera elevada a la categoría de Villa de la Gloriosa Santa Ana, realizando un nuevo trazado y templo, alrededor de lo que hoy es actualmente el parque Ángel María Paredes. 
En Yaguará se construyó en los terrenos que hoy circundan la población represa de Betania, con una extensión de 7400 ha. y un almacenamiento de 1.020.000 m³, que indudablemnte representa atractivo turístico, pues en este lugar se realizan actividades deportivas y de recreación como son las Fiestas del Agua y los deportes náuticos, y el Concurso Departamental de Tangas, celebrados en el puente del mes de octubre.

## Turismo
Yaguará cuenta con un importante legado arquitectónico compuesto por diferentes bienes de interés cultural, se destaca el templo neogótico de Santa Ana, inaugurado en 1964; las casonas de estilo colonial y art déco; el parque Ángel María Paredes, Plaza de Santa Bárbara, Malecón municipal, el sendero ecológico Princesa Ocaima y el embalse de Betania; los atractivos naturales comprenden varios balnearios como el Caimán, La Boba, Las Juntas, El Tomo, Charco el Bejuco, Las Moyas, entre otros. A nivel de espeleología se halla la cueva del Tigre y también existen vestigios arqueológicos en el sitio de Cueva Rica, con pictogramas y la Piedra de las Juntas, con petroglifos de la era prehispánica.
La localidad cuenta también con numerosas esculturas y monumentos, que hacen referencia a personajes ilustres, hechos históricos y a oficios tradicionales, como la pesca y la Quesillería. 
También es famoso el turismo gastronómico, Yaguará ofrece una amplia variedad de platillos, como la mojarra frita, quesillos y queso asado, quesadillas, cocadas, arequipe, bizcochos y sevillana.

## Gastronomía
En la localidad se puede hallar una amplia oferta gastronómica, son especialmente famosos los quesillos, quesadillas y quesos asados, bizcochos, bocadillos de pata, mistela, sevillana, y la mojarra, preparada de diferentes formas, son populares y apetecidos por los turistas y lugareños que nos visitan.

## Economía
- La agricultura es el medio económico por el cual la mayoría de las personas naturales de dicha región obtienen su lucro; siendo el cultivo de arroz el más importante de todos.
- La ganadería y la piscicultura son otras de las actividades que constituyen la actividad económica del municipio de Yaguara.
- La industria petrolera se encuentra presente en estas tierras que generan ingresos para el país, el departamento y regalías para la población.
- La Central Hidroeléctrica de Betania (CHB), es una de las represas más grandes de la República de Colombia, y aunque en los últimos años ha venido haciéndose evidente la reducción de su vida útil, esta no deja de representar millones en regalías para el municipio, y el país, por concepto de exportación de energía eléctrica a países como Ecuador, Perú, Uruguay y Bolivia.

## Festividades
- Semana Santa, en abril.
- San Pedro, a finales de junio.
- Fiestas Patronales (Santa Ana).
- Fiestas Reales y Reinado del Turismo, a mediados de agosto.
- Aniversario de Yaguará, 16 de septiembre.
- Fiestas del Agua los deportes náuticos, y Festival de Tangas, en octubre

- Navidad, en diciembre.

## Personas destacadas
- Diego Quintero Tobar, sacerdote quién financió la construcción del antiguo templo colonial de Santa Ana, levantado en 1812 y demolido en 1958.

- Adriano Perdomo Trujillo, fundador de la Cruz Roja Colombiana. Su casa natal fue declarada en 1986 como bien de interés cultural de nivel nacional.

- Los médicos Reinaldo y Camilo Cabrera Polanía, creadores de la Fundación Cardioinfantil de Bogotá, en su casa natal de halla un medallón conmemorativo.

- Ángel María Paredes, docente y periodista.

- Félix María y Gustavo Torres Parra, párrocos y hermanos, el primero llegó a ser arzobispo de Barranquilla y el segundo fundador del colegio Claretiano de Neiva.

- Leonidas Lara, uno de los diez empresarios más importantes de Colombia durante el siglo XX.

- Félix Trujillo Falla, fue alcalde de Neiva y gobernador del Huila.

- Jairo Trujillo Polanco, párroco célebre por sus obras sociales y culturales en el departamento del Huila.

- José María Bustamante Salazar, relojero autodidacta, elaboró la mayor parte de los relojes de los templos del Huila y parte de Colombia.

- Fernando Monje Casanova, gestor de los templos de La Plata, el antiguo templo de Baraya, Catedral de Neiva, Templo de Santa Ana de Yaguará y del municipio de Hobo.

- Rómulo Trujillo Polanco, sacerdote, fue secretario de educación del departamento del Huila y prelado pontificio.

- Elí Perdomo Perdomo, sacerdote de la congregación de los sagrados corazones y superior de esta durante un largo período.

- Amelia Perdomo Perdomo, docente que instruyó un modelo educativo en las instituciones escolares del pueblo.

- Juan de Jesús Ramírez González, filósofo y escritor de las obras Amelia, y Mitología del Correntón y el Componete.

- Leonardo Tovar Gutiérrez, empresario y ganadero.

- Alfonso Valderrama Pastrana, empresario y ganadero.

- Ana Elisa Cuenca Lara, docente, fundadora del Colegio el Rosario.

- Eladio Gutiérrez Lara, abogado, jurista, fue congresista y gerente del Banco de Bogotá.

## Educación
Presta el servicio de educación preescolar, primaria, media y secundaria, la Institución Educativa Ana Elisa Cuenca Lara y sus sedes Amelia Perdomo de García, Santa Ana y Fernando Monje Casanova.

## Servicios públicos
- Energía Eléctrica: Electrohuila, es la empresa prestadora del servicio de energía eléctrica.
- Gas Natural: Alcanos de Colombia, es la empresa distribuidora y comercializadora de gas natural en el municipio.